# Paul Drayson
Paul Rudd Drayson, Baron Drayson (ur. 5 marca 1960 roku w Londynie) – brytyjski polityk, biznesmen kierowca wyścigowy. Członek Tajnej Rady Jej Królewskiej Wysokości, były minister nauki w departamencie biznesu i innowacji. Właściciel zespołu Drayson Racing.

## Kariera wyścigowa
Drayson rozpoczął karierę w międzynarodowych wyścigach samochodowych w 2005 roku od startów w Formule Palmer Audi. Z dorobkiem 43 punktów uplasował się tam na 22 pozycji w końcowej klasyfikacji kierowców. W późniejszych latach Brytyjczyk pojawiał się także w stawce British GT Championship, American Le Mans Series, Asian Le Mans Series, 24-godzinnego wyścigu Le Mans oraz Le Mans Series.

## Wyniki w 24h Le Mans
| Rok  | Zespół         | Partnerzy                      | Samochód                    | Klasa | Okr. | Poz. | Klasa Pos. |
| ---- | -------------- | ------------------------------ | --------------------------- | ----- | ---- | ---- | ---------- |
| 2009 | Drayson Racing | Jonny Cocker Marino Franchitti | Aston Martin V8 Vantage GT2 | GT2   | 272  | NU   | NU         |
| 2010 | Drayson Racing | Jonny Cocker Emanuele Pirro    | Lola B09/60-Judd            | LMP1  | 254  | NS   | NS         |